# Cratere Berseba
Berseba  è un cratere sulla superficie di Marte.